# Un elefante color ilusión
Un elefante color ilusión es una película filmada en colores de Argentina dirigida por Derlis M. Beccaglia según guion de Juan M. Beccar, Alma Bressan y Víctor Proncet que se estrenó el 7 de julio de 1970 y que tuvo como protagonistas a Pablo Codevila, Silvia Mores, Mario Soffici y Andrés Percivale. Es el primer filme (y el único) del director en ser estrenado comercialmente.

## Sinopsis
Un niño viaja desde el Chaco hacia Buenos Aires llevando con él, para protegerlo, a un elefantito que salvó de un circo.

## Reparto
- Pablo Codevila
- Silvia Mores
- Mario Soffici
- Andrés Percivale
- Enzo Viena
- Ubaldo Martínez
- Laura Escalada
- Osvaldo Terranova
- Raúl Ricutti
- Luis Sandrini
- Marisa Grieben
- Mariano Mores
- Rey Charol
- Juan Díaz
- Inés Murray
- Oscar Savino
- Ricardo Morán
- Pelusa, la elefanta
- Las Trillizas de Oro
  - María Eugenia
  - María Laura
  - María Emilia

## Comentarios
AMR opinó en La Prensa sobre el filme:

”Exigencias estéticas aparte, este film nacional, sin pretensiones mayores, puede llegar a ciertos paladares acostumbrados a simples figuraciones, que bien pueden confundirse en nuestro medio con la verdadera imagen de la sencillez y la trivialidad… Perfiles humanos rescatables.”

La Nación opinó:

”Es una especie de Walt Disney filmada con medios modestos.”

Manrupe y Portela escriben:

”Película infantil bastante aburrida a pesar del esfuerzo invertido.”